# ناوكو كيجيموتا
ناوكو كيجيموتا (باليابانية: 雉子牟田直子) مواليد 26 مارس 1972 في إبينا، كاناغاوا، هي لاعبة كرة مضرب يابانية سابقة بدأت مسيرتها كمحترفة سنة 1992، اعتزلت اللعب في 1998. أعلى تصنيف لها في الفردي كان المركز الـ 44 في سنة 1997. أعلى تصنيف لها في الزوجي كان المركز الـ 18 في سنة 1997.

## روابط خارجية
- ناوكو كيجيموتا على موقع رابطة محترفات التنس (الإنجليزية)
- ناوكو كيجيموتا على موقع الاتحاد الدولي لكرة المضرب (الإنجليزية)
- ناوكو كيجيموتا على موقع كأس بيلي جين كينغ (الإنجليزية)
- ناوكو كيجيموتا على موقع خلاصة التنس.كوم (الإنجليزية)